# Amsterdams busmaterieel (1665-1949)
Dit artikel gaat over het Amsterdams busmaterieel in de periode 1665-1896, 1908 en 1922-1949.

## Vigilanten en Sleedjes
Sinds 1665 werd het openbaar vervoer in Amsterdam min of meer verzorgd door zogenaamde Vigilanten.Dit waren vierwielige rijtuigen die door een paard werden voortgetrokken met een koetsier op de bok.
Daarnaast waren er de zogenaamde sleedjes, een bepaald type koetsje zonder wielen die door een lopende koetsier werden voortgetrokken als een slee. De glijders van deze sleepkoetsen moesten met vettige lappen glad gehouden worden, maar desondanks was een rit met een sleedje niet erg comfortabel gezien de toestand van het toenmalige wegdek met keibestrating en hoge bruggen. De Sleedjes waren daarom bij het publiek minder geliefd dan de Vigilanten, maar de vrachtprijs van de Vigilanten was met 8 tot 9 stuivers wel twee keer zo hoog als die van de Sleedjes.

## Omnibussen
In 1839 verschenen in Amsterdam de eerste omnibussen bij de Amsterdamsche Omnibus-Onderneming (AOO) en korte tijd later ook bij de firma de Batavier.
De AOO bezat vijftien omnibussen. Dit waren koetsen met achter twee grote wielen en voor twee kleine wielen. De koetsier zat voorop op de bok en de omnibus werd meestal getrokken door twee paarden. De eerste omnibussen waren voorzien van vijf zijruiten, hadden zonwering, twee lantaarns voorop en de instap was aan de achterkant. Daar stond de conducteur om de vrachtprijs te innen. De bestemming was op borden aan beide zijdes van het dak aangebracht. De omnibussen van de Batavier waren als noviteit voorzien van een imperiaal. Na een jaar was de Batavier alweer verdwenen. De AOO hield het vol tot 1848, maar de meeste lijnen waren toen al opgeheven, op twee lijnen naar de stations Willemspoort en Weesperpoort na. AOO werd overgenomen door de fa. Langeveld & Koens.

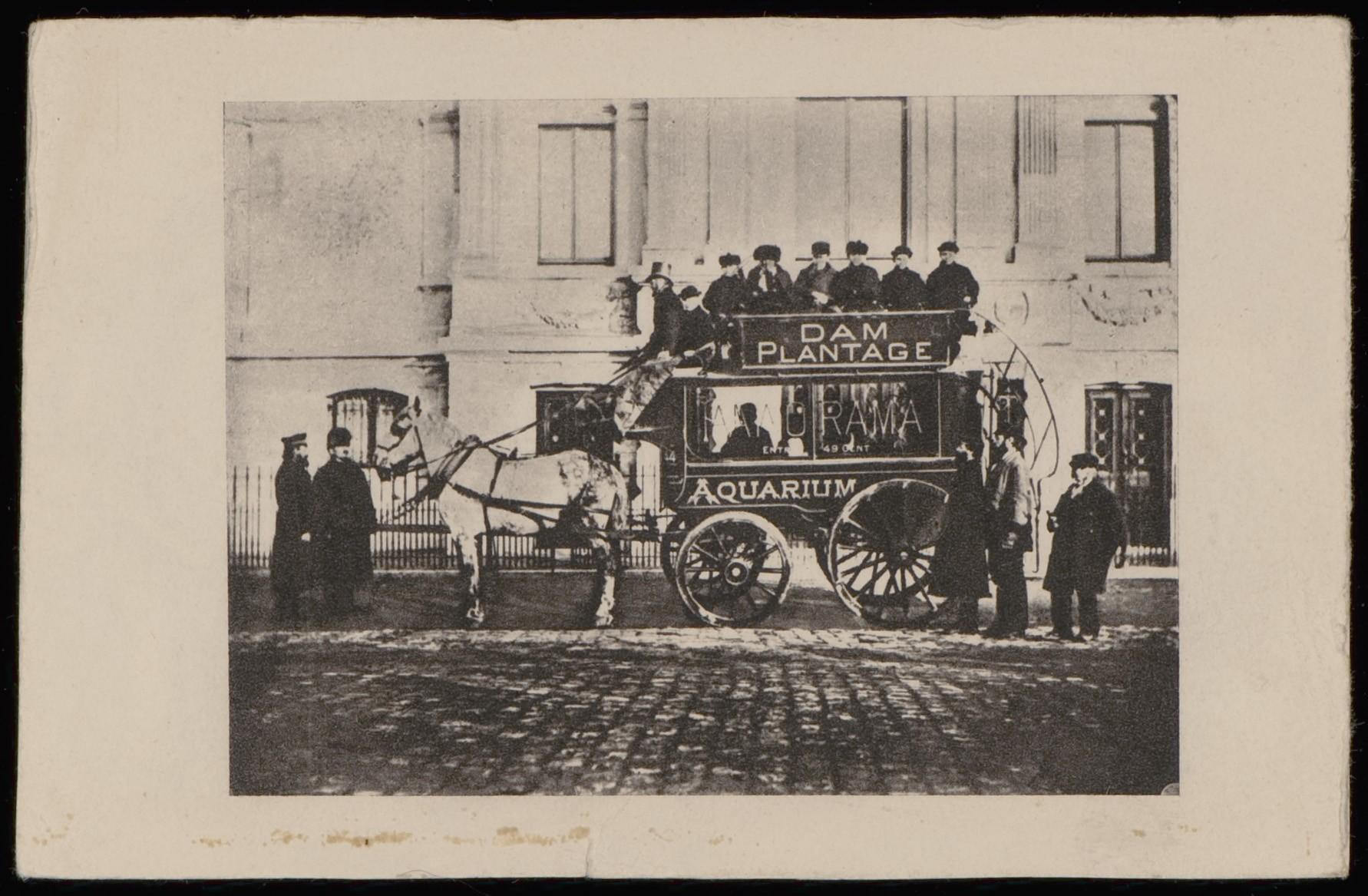
Omnibus van de lijn Dam-Plantage met imperiaal ca. 1890

In 1872 nam de Amsterdamsche Omnibus Maatschappij (AOM) de bestaande lijnen van de fa. Langeveld & Koens over. In de jaren daarna nam AOM geleidelijk meer lijnen in gebruik. Daarvoor werden nieuwe en tweedehands omnibussen aangeschaft. Op het hoogtepunt van de omnibuslijnen had de AOM onder meer 40 tweedehands omnibussen in dienst, afkomstig uit Londen. Een aantal waren voorzien van een imperiaal om meer capaciteit te kunnen bieden. Fabrikant, kleur aantal en wagennummers zijn onbekend.
Vanaf 1875 werden de omnibuslijnen geleidelijk omgezet in paardentramlijnen en in 1896 was de laatste omnibus verdwenen.

## Tramomnibussen
Vanaf 1889 verschenen er ook tramomnibussen bij de concurrerende Amsterdamsche Tramomnibus Maatschappij (ATOM) Deze vertoonden sterke gelijkenis met een voor die tijd gangbaar paardentramrijtuig en hadden vier even grote wielen. Opvallend hierbij was dat deze maatschappij, in tegenstelling tot het AOM, uitsluitend omnibussen exploiteerde en geen trams, al deed de naam anders vermoeden. De tramomnibussen hadden drie zijruiten en de in- en uitgang was aan de uiteinde van het rijtuig. De bestemming was onder de ramen aangebracht in plaats van op het dak. Ze hadden een donkere kleur en vermoedelijk de wagennummers 1-39. Er waren van dit type 39 voertuigen aanwezig voor het merendeel tweedehands, en afkomstig uit Marseille.

## Proefbussen

### Benzine- en stoombussen

#### 1-4 (Verwey-Lugard/Beijnes), 5-7 (Darrack-Serpollet/Beijnes)
In 1908 werden de eerste gemotoriseerde bussen door de Gemeentetram Amsterdam in dienst gesteld. Het betrof vier benzinebussen (nrs. 1-4) en de drie stoombussen (5-7), die als proef op lijn 14 reden tussen de Dam en de van Limburg Stirumstraat. De bussen bestonden uit twee delen, een gemotoriseerde voorkant en een achterstuk dat bestond uit een verbouwde paardentram van de door Beijnes gebouwde serie 122-133 uit 1883. Bus 7 was de reservebus, maar moest al spoedig worden ingezet omdat slechts een van de zes andere bussen rijvaardig was.Ook waren er klachten van de omwonenden over de ratelende vehikels.
Daarom werd de proef al snel weer gestaakt. De techniek was in die dagen nog niet in staat een volwaardige autobus te produceren.
De voorstukken van de bussen werden verkocht, terwijl de verbouwde paardentrams van de bussen 1-6 aan de Electrische Spoorweg-Maatschappij werden verkocht en daar als bijwagens 82-84 (twee aan twee gecombineerd) werden verbouwd om achter motorwagens dienst te doen. Ze reden onder meer op de lijn tussen Sloterdijk en de Spuistraat.

## Tractoren

#### 1-3

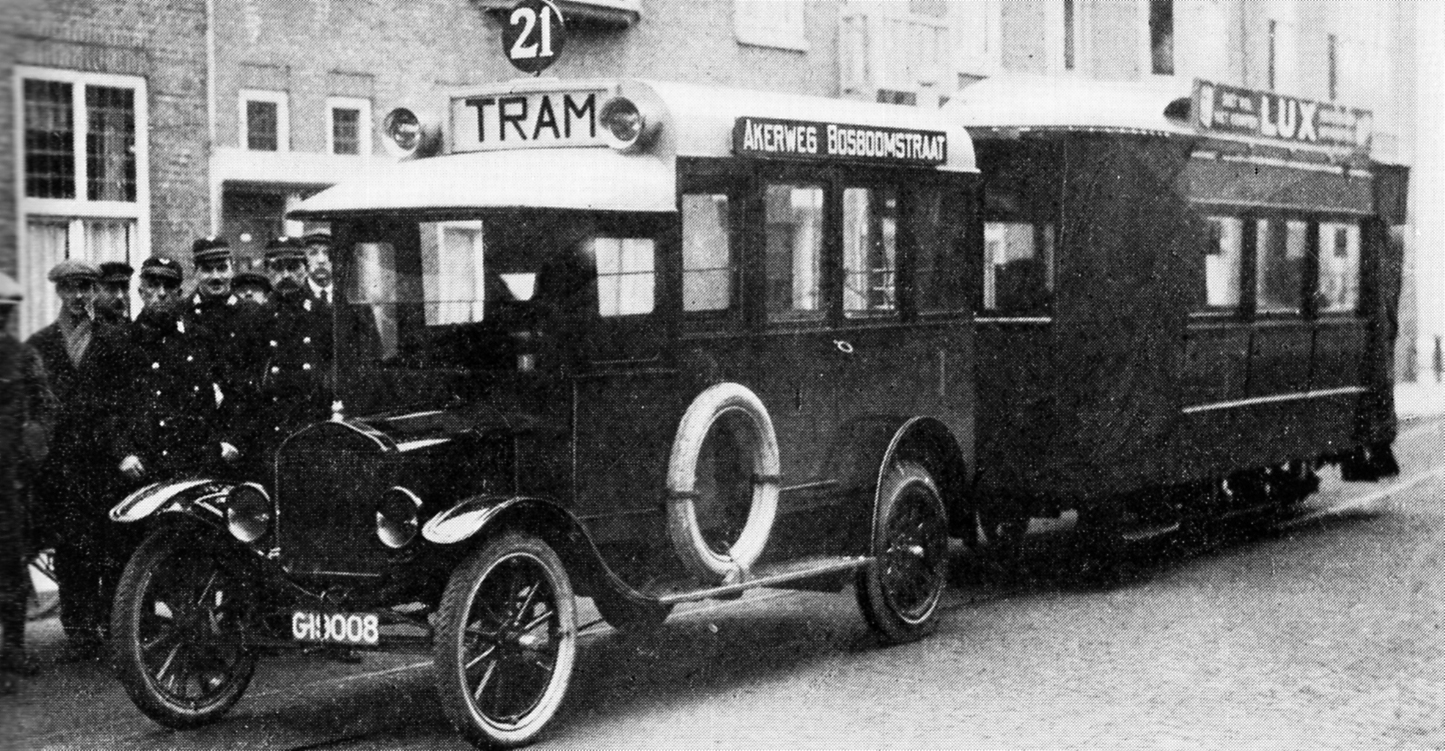
Tractortram tussen Sloten en de Overtoomse Sluis in 1922

In 1921 reed op het grondgebied van de gemeente Amsterdam weer een paardentram, namelijk de lijn van Sloten Akerweg naar de Bosboomstraat (de huidige Andreas Schelfhoutstraat). Dit was een gevolg van de annexatie door Amsterdam van de gemeente Sloten, waar nog een paardentram reed.
De Gemeentetram Amsterdam wilde de paardentractie niet handhaven, maar elektrificatie was te duur. Aanvankelijk dacht men aan het vervangen van het paard door een locomotiefje op benzine maar daarvoor moesten aan de eindpunten omloopsporen worden aangelegd. Daarom besloot men in 1922 als proef drie tractoren aan te schaffen zoals die ook succesvol werden ingezet op de paardentramlijn Groningen – Eelde – Paterswolde. De tractoren kregen de nummers 1-3 en werden voor oude Amsterdamse paardentramrijtuigen geplaatst die de nog oudere tweedehands paardentramrijtuigen uit Winschoten vervingen.De tractoren, waarin ook passagiers werden vervoerd, waren na een gerechtelijke uitspraakvoorzien van een bord 'TRAM' dat 's avonds verlicht was om de medeweggebruikers op het bijzondere voertuig te wijzen en te benadrukken dat het een tram was. Deze combinaties hebben zo drie jaar gereden als tramlijn 21.
Bij drukte kregen ze versterking van tweedehands bussen die van de gemeente Harmelen waren overgenomen, en bij gering vervoer kwam het voor dat de tractor zonder paardentramrijtuig reed. Ook kwam het voor dat er alleen ex-Harmelense bussen werden ingezet. In 1925 werd de tractortramlijn 21 vervangen door buslijn G, later lijn 29, 69, 179, 144/145 en thans deel van Connexxion-lijn 195.

## Blauwe Torpedofrontbussen

#### 1-11 (Bussing/Lange Gutzeit)

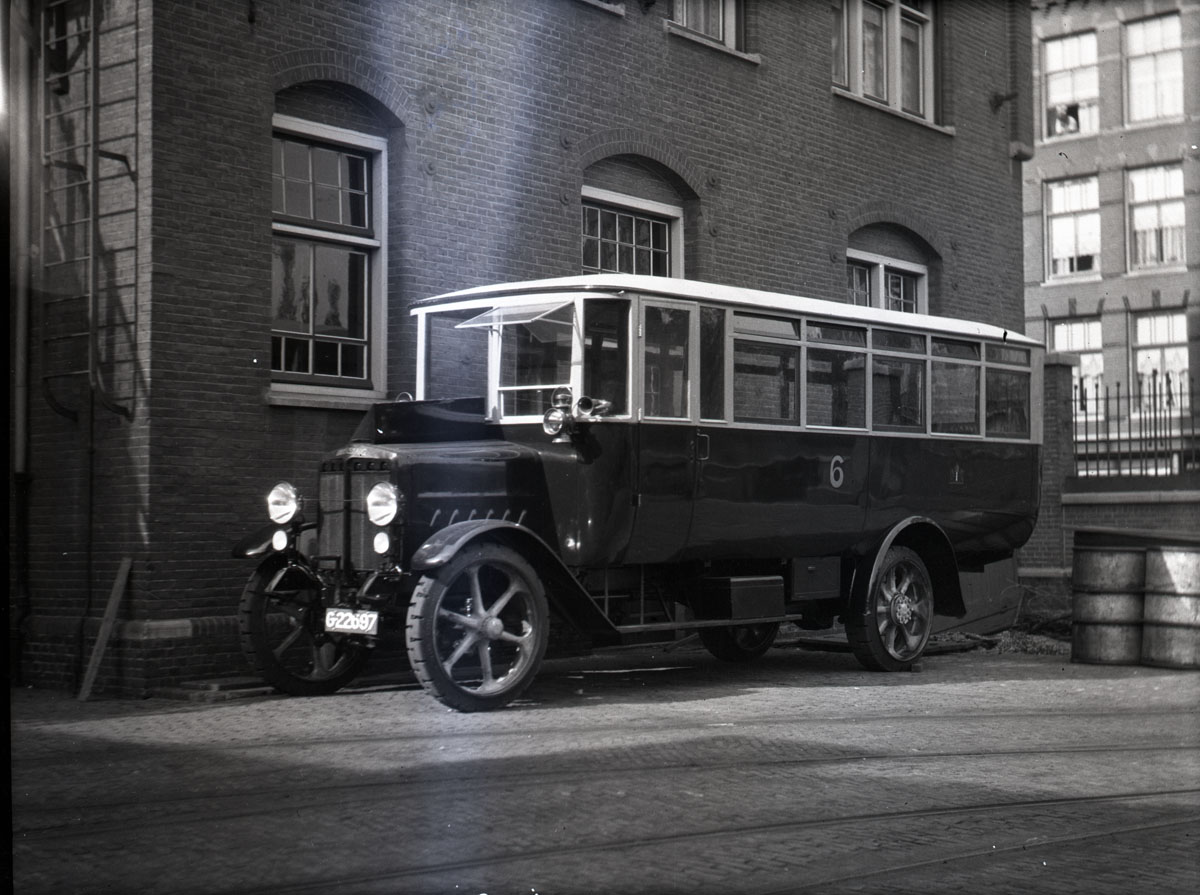
Gemeentetram bus nr. 6; bouwjaar 1922: kenteken: G 22697; buiten dienst 1929, daarna werkmaterieel. Foto genomen bij de Remise Tollensstraat in Amsterdam-West; in 1922.

In 1922 werd een tweede poging ondernomen met elf bussen van Duits fabricaat met massieve banden. Ze hadden een torpedofrontneus (motorkap) die ze de naam 'torpedofrontbussen', of ook wel 'neusbussen' gaf.

#### 14-16 (Latil/Geesink)

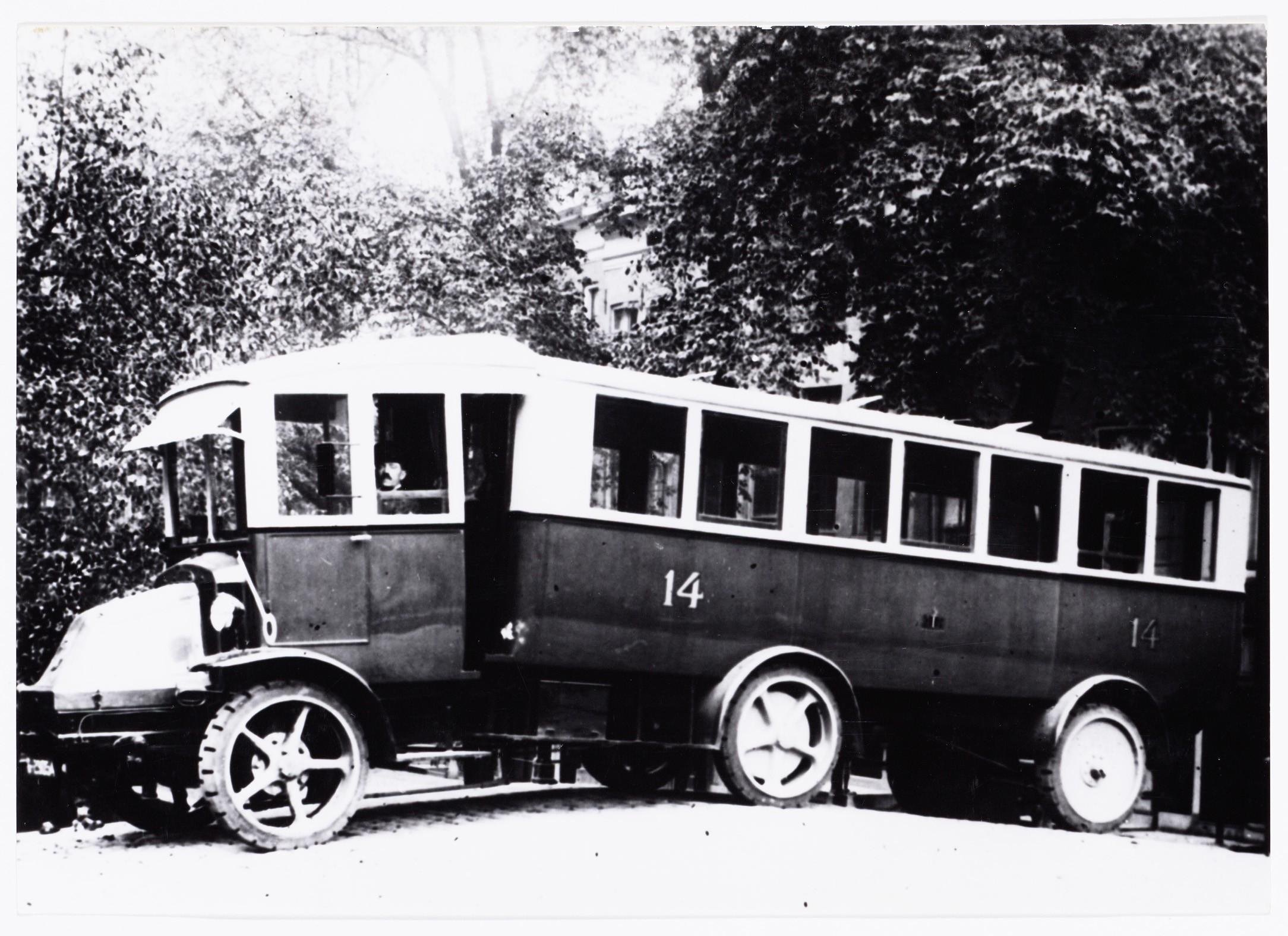
"doorgezaagd weesmeisje" 14 in 1924

In 1924 volgden de nummers 14-16. Dit waren drieassige bussen van het fabricaat Latil/Geesink. De bijnaam was "doorgezaagd weesmeisje", daar de wagens aanvankelijk van een scharnierend voorstuk waren voorzien om hoge bruggen te kunnen berijden. Laterwerd dit voorstuk weer vast gezet.

#### 17-25 (Latil/Pennock), 26-34 (Aries/Pennock)
In 1924 kwamen deze achttien bussen nog met massieve banden in dienst, later kregen ze luchtbanden.Destijds was het noodzakelijk om voortdurend de route te controleren op scherpe voorwerpen, om een lekke band te voorkomen.

#### 35-42, 43-62 (Magirus/Allan), 63-92, (Brockway/Allan), 93-102 (Brockway/Werkspoor)

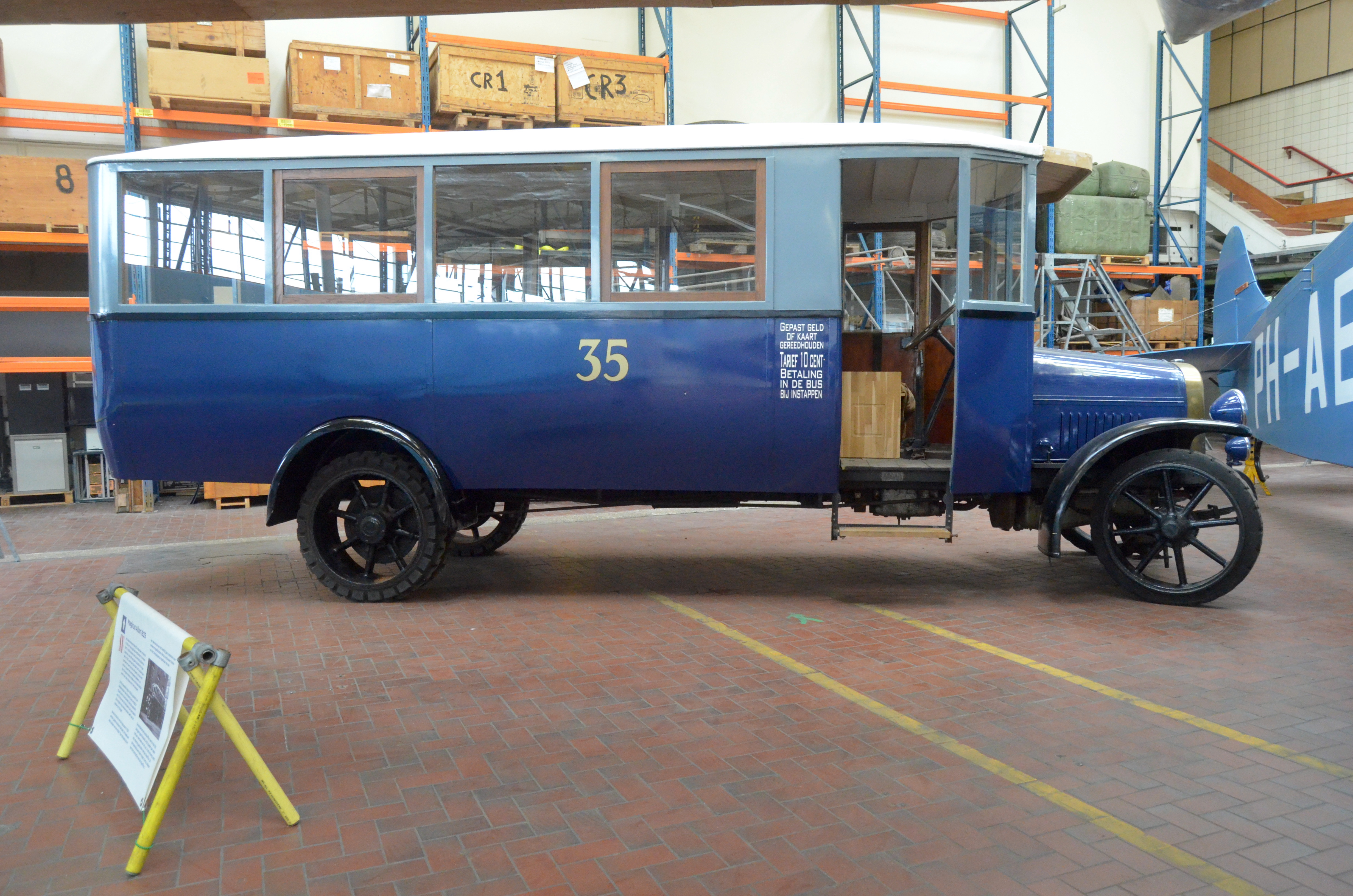
De Amsterdamse Magirusbus GTA 35 uit 1925 in het Nederlands Transport Museum; 31 augustus 2021.

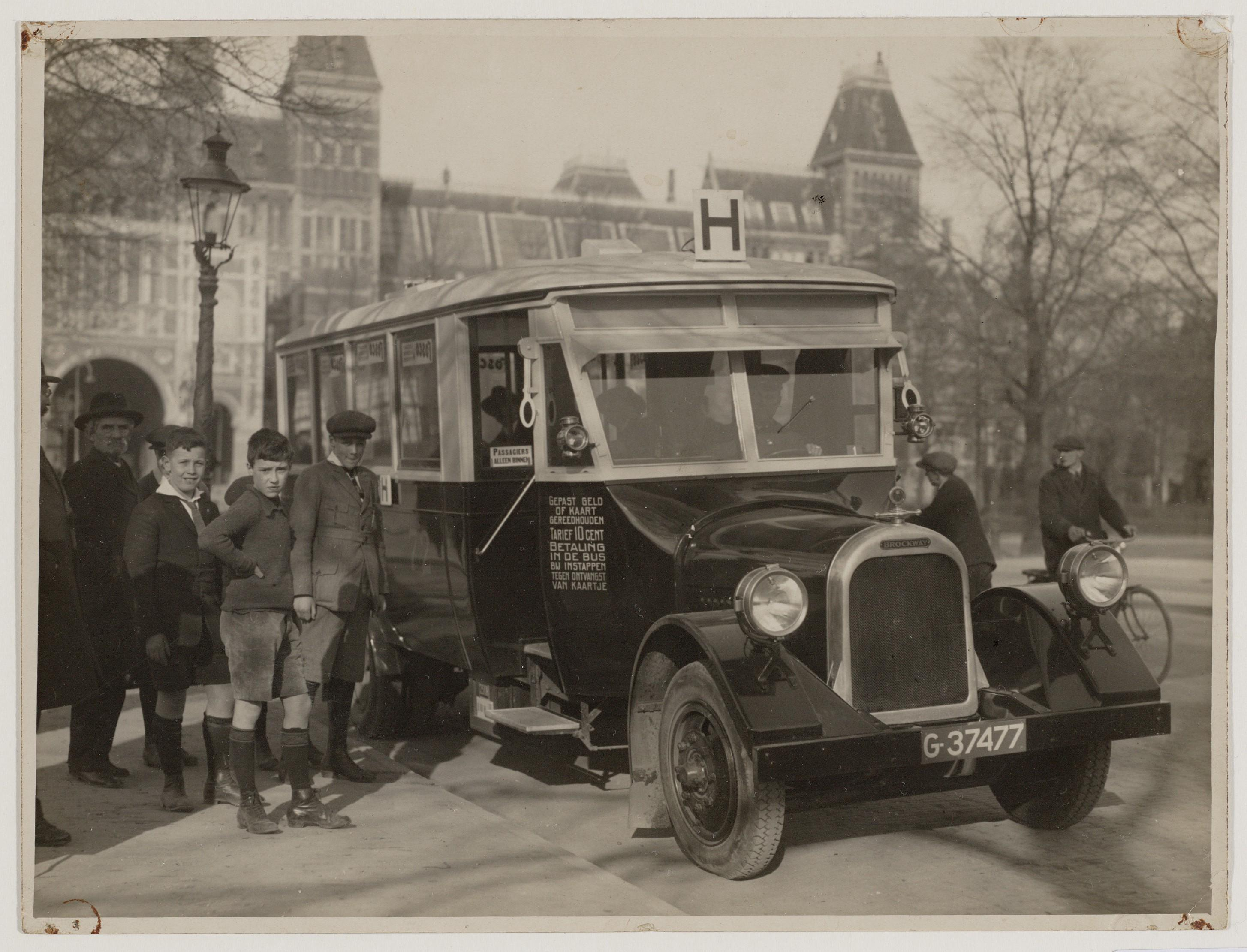
Bus 66 van lijn H uit 1926 op het Museumplein in 1927

In 1925 en 1926 kwamen 28 Magirus/Allan-bussen in dienst. In 1927 volgden dertig Brockway/Allan-bussen, en in 1929 tien Brockway/Werkspoor-bussen.

De Magirus 35 uit 1925 is bij de Stichting Veteraan Autobussen nog als museumbus aanwezig.

#### 103-110 (Magirus/Werkspoor), 111-115 (Saurer/Werkspoor), 116 (Citroen/Verheul)
De bussen 103-110 kwamen ook in 1928 in dienst en waren van Magirus/Werkspoor. De bussen 111-115 waren van Saurer/Werkspoor en verschenen in 1931. De 116 was een Citroën/Verheul proefbus.

#### 24-34, 1-10, 19-23 (Magirus/Werkspoor), 18 (Ford)
Dit waren bussen van Magirus/Werkspoor. Ze verschenen in 1929 en 1931. De 18 was een proefbus van Ford.

### Tweedehands Harmelen-bussen

#### 12, 13 (Bussing/Verwey-Lugard)
In 1923 werden deze tien jaar oude bussen overgenomen van de gemeente Harmelen. Ze werden aanvankelijk vooral ingezet als aanvulling op tractortramlijn 21.

#### I-IV (12, 13, I, II; White)
Deze bussen werden in 1925 overgenomen van de fa. Jaarsveld en kregen Romeinse nummers omdat men dacht dat ze maar kort in dienst zouden blijven.Dit was echter niet het geval; sommige van deze bussen bleven langer in dienst dan de eigen bussen. De I en II werden in 1925 vernummerd tot 12 en 13; de III en IV werden daarna vernummerd tot I en II.

### Blauwe minibussen

#### 11-14 (Mercedes-Benz/Roosdorp-Lodewijkx)
Dit waren minibusjes van het merk Mercedes-Benz /Roosdorp en Lodewijkx. Ze kwamen in 1930 en reden op lijn M in Landelijk Noord. In 1932 waren ze alweer verdwenen.

## Blauwe Volfrontbussen

#### 116-121 (Twin Coach/Van der Wal), 122-125 (Beers/Verheul)
In 1934 kwamen tien bussen in dienst; zes Twin Coaches en drie Beers-bussen. Het waren de eerste bussen met een vlakke voorzijde. Vandaar dat ze 'volfrontbussen' of 'zonder neusbussen' genoemd werden.

#### 11-15 (Bussing/Verheul)
In 1941 kwamen deze vijf bussen in dienst. Ze werden door de bezetter gevorderd en kwamen niet meer terug.

### Kromhout bussen

#### 126-131, 132-139, 140-147, 148-157 (Kromhout/Verheul)

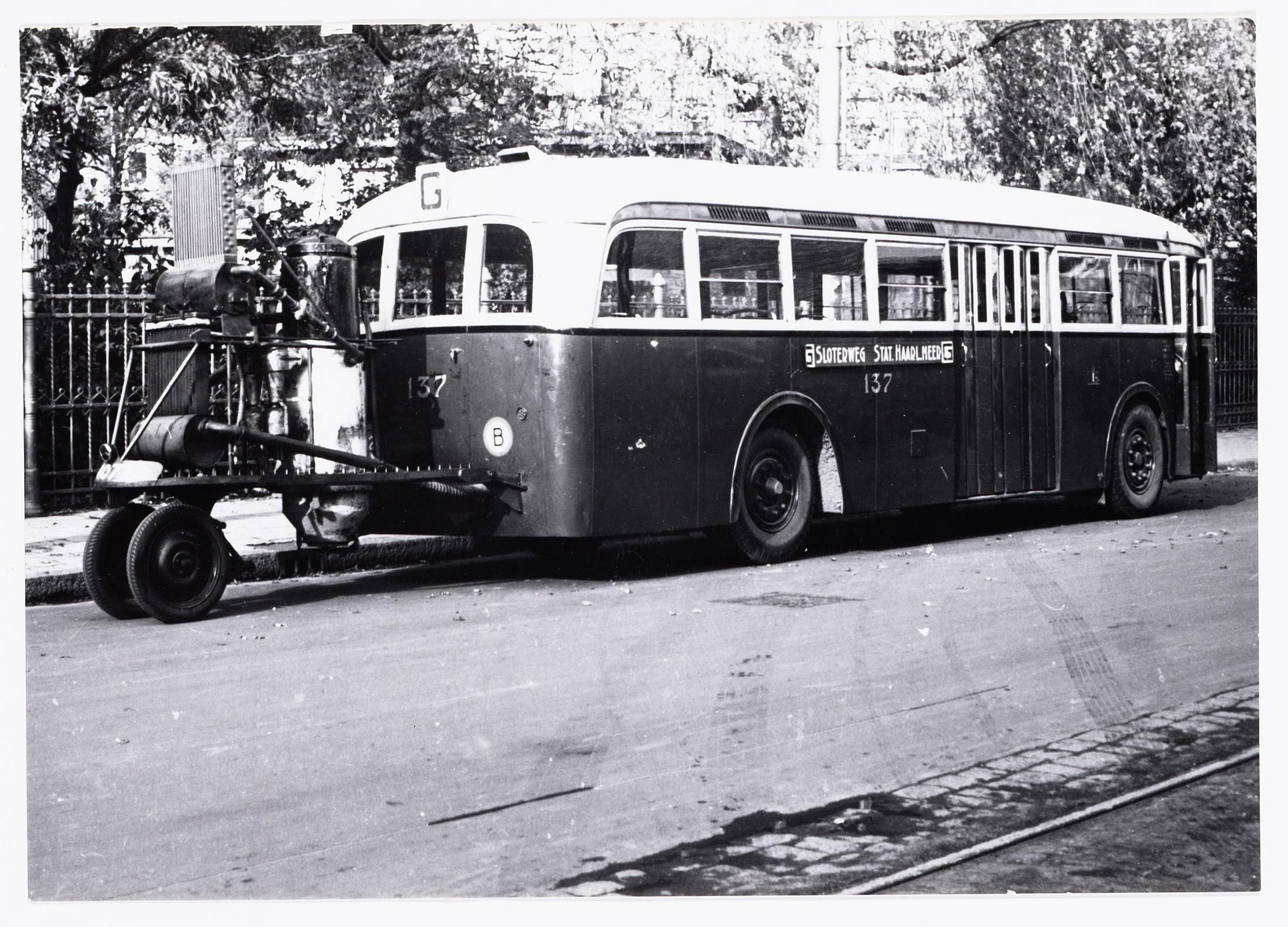
Kromhout 137 met houtgas-generator in de periode 1940-'45.

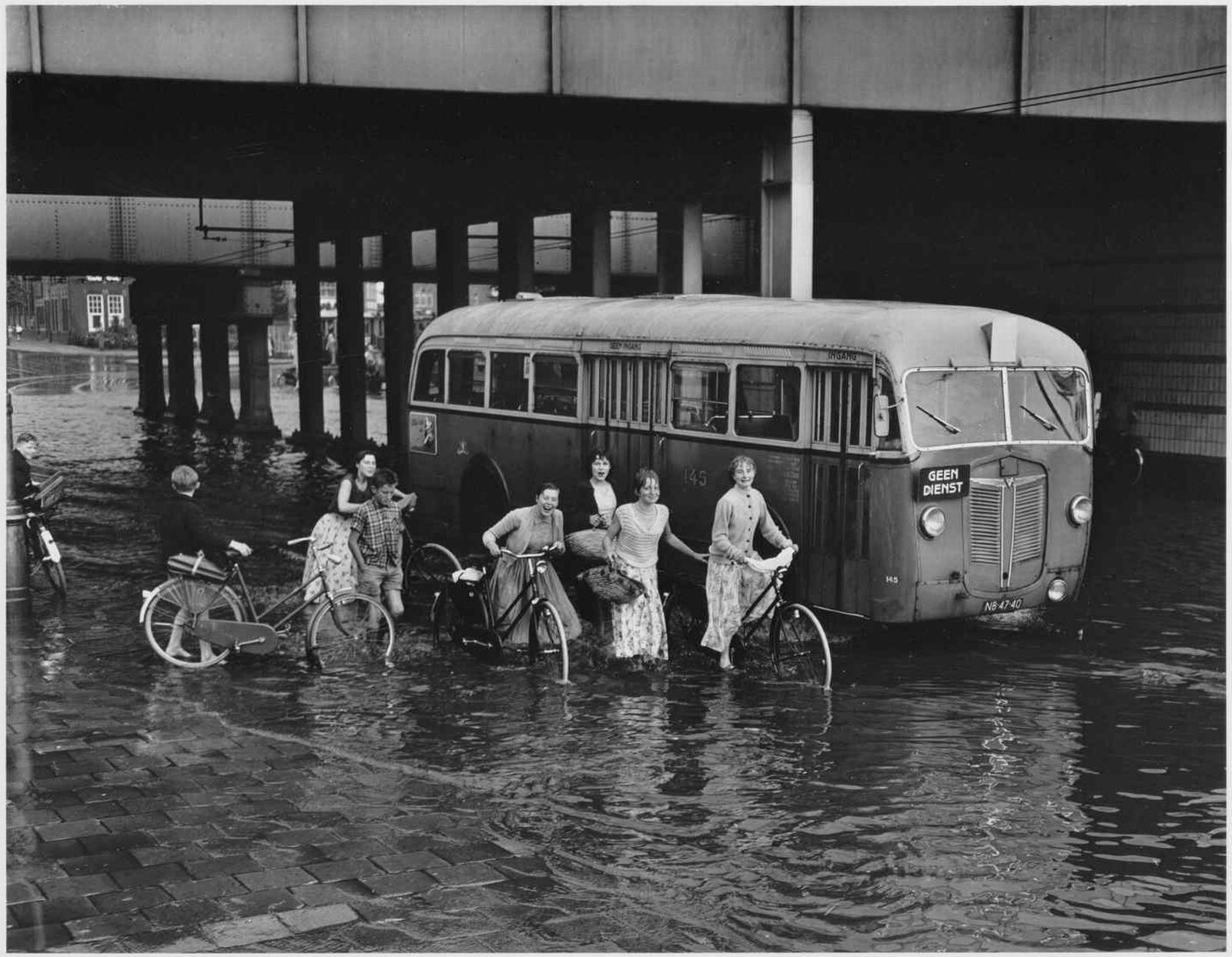
Kromhout 145 na fikse regenbui onder spoorviaduct Zeeburgerdijk in 1956

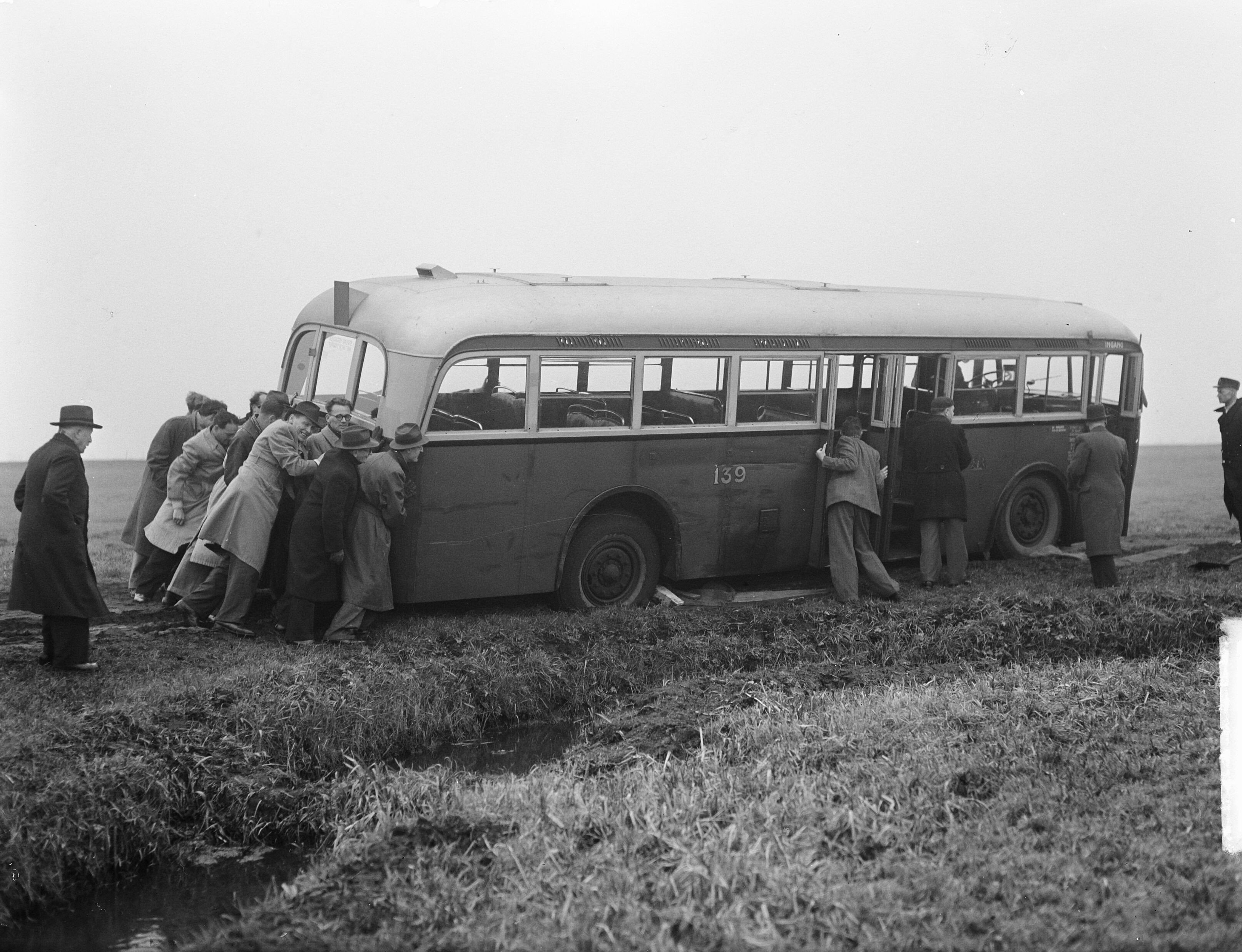
Kromhout 139 van de weg geraakt, 1948

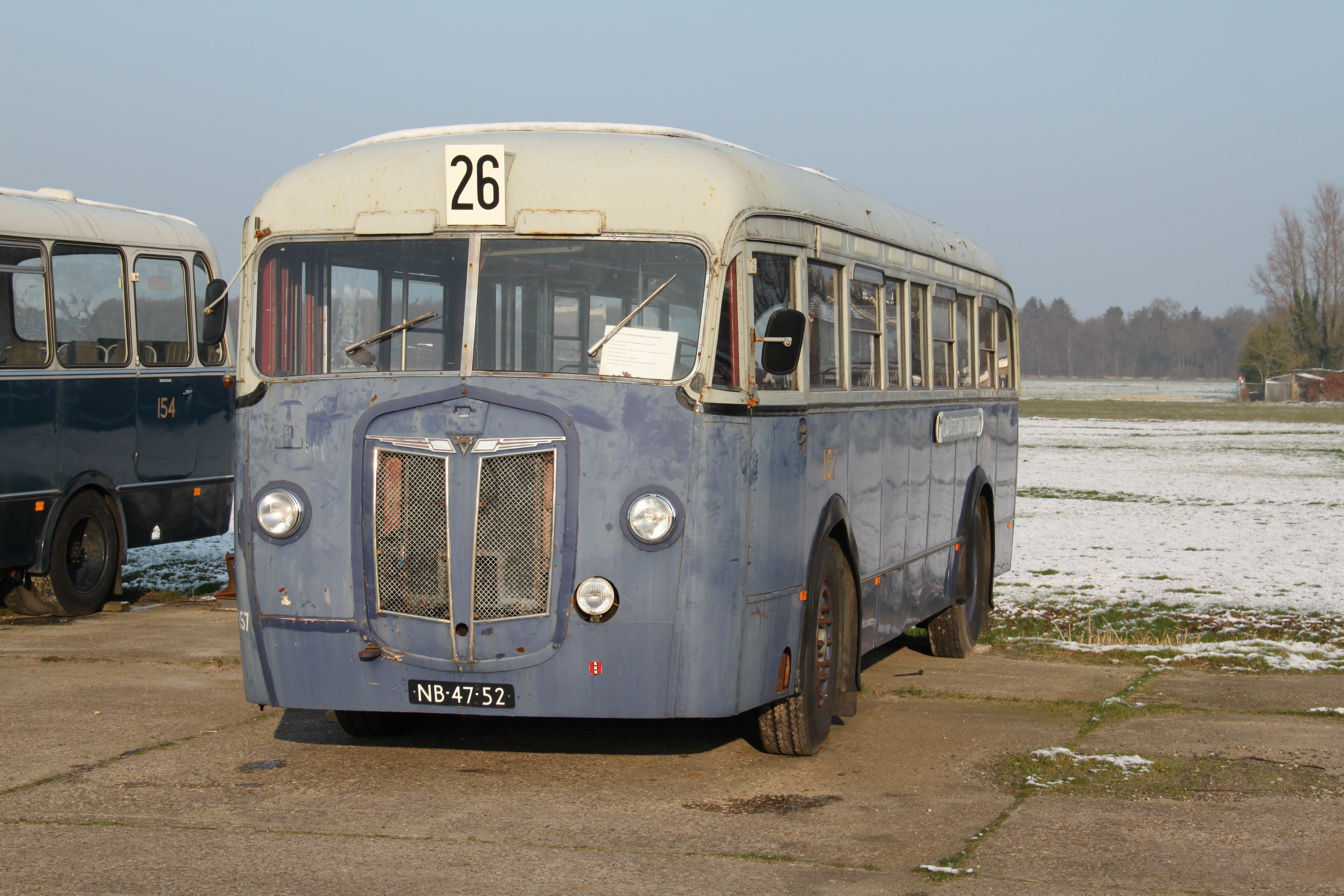
Kromhout 157 in 2013.

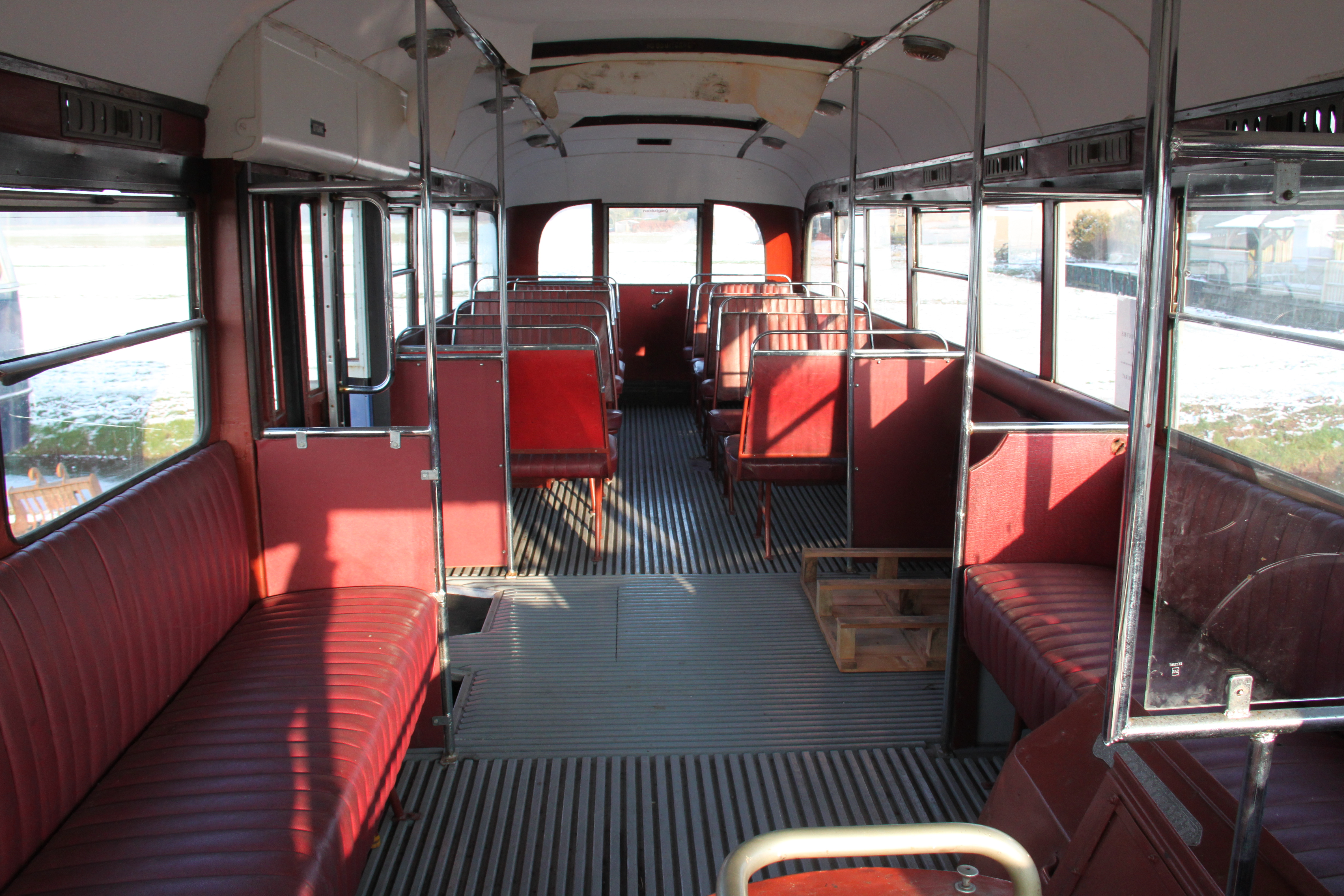
Interieur

In de periode 1937-1940 kwamen deze vier series van in totaal 32 Kromhouts in dienst. De 148-157 werden in 1940 direct door de Duitsers gevorderd en kwamen pas na de oorlog in dienst. De 157 was museumbus bij de MUSA, sinds 2013 bij de Stichting Veteraan Autobussen.

#### 35, 36, 37-45, 46-50 (Kromhout/Verheul)

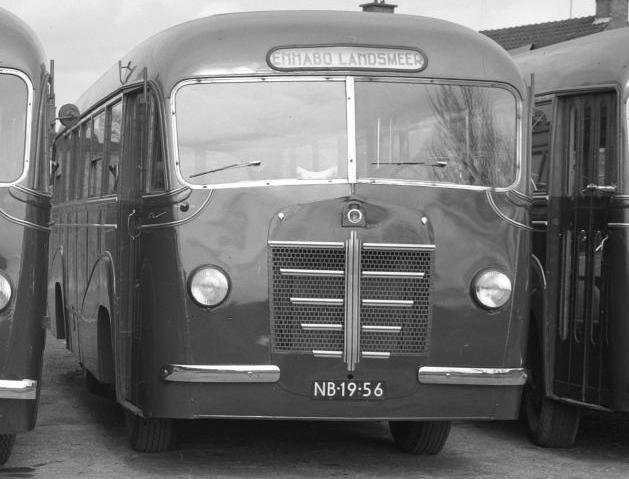
een verkochte Kromhout bij Enhabo

In de periode 1938-1940 kwamen ook zestien kleine Kromhoutbussen in dienst; bussen met maar één bedrijfsdeur. Eén exemplaar kwam niet in dienst maar werd onderdelenleverancier. In 1952 werden vier stuks verkocht aan de Enhabo. Een van deze wagens werd later voor dienst op lijn 4 verbouwd tot luxe bus.
In 1955 werden ook de 37, 38, 41, 42 en 44 aan de Enhabo verkocht. De overige nog aanwezige wagens werden afgevoerd.

#### 51-53 (Kromhout/Werkspoor)
Tegelijkertijd kwamen er nog eens drie bussen in dienst. De 51-53 waren gelijk aan de 35-50 maar dan met een koetswerk van Werkspoor. In 1955 werden de 51 en 52 verkocht aan de Enhabo.

#### 54, 55 (Kromhout/Werkspoor)
In 1941 werden als proef voor de Leidsestraat lijnen 1 en 2 twee bussen aangeschaft om na te gaan of verbussing mogelijk was, nadat een voorstel van Werkspoor om dubbeldektrams voor de Leidestraatlijnen te bouwen door het GVB eerder was afgewezen. De bussen hadden een extra grote capaciteit en twee dubbele deuren met daartussen een conducteursplaats. Voorts nog een enkele deur bij de chauffeur.
Tot inzet in de Leidsestraat is het echter nooit gekomen. De 54 werd tijdens de oorlog verborgen gehouden en werd na de oorlog op lijn H ingezet, waarbij de conducteursplaats en een stel dubbele deuren verdween. Deze bus reed tot de komst van de luchtbussen in 1961/'62. De 55 heeft de oorlog niet overleefd.

### Crème HTM huurbussen

#### 1114, 1119, 1124, 1133, 1134, 1136, 1140 (Kromhout/Beijnes)
In 1939 schafte HTM de serie 112-141 aan; in 1953 huurde het GVB zeven bussen die op lijn P kwamen te rijden. Opvallend was dat deze vooroorlogse bussen al lijn- en richtingfilms bezaten. Na de komst van de eerste nieuwe bussen gingen datzelfde jaar de bussen terug naar Den Haag, waar ze niet meer werden ingezet.